# Comitè de No-intervenció
El Comitè de No-intervenció, també conegut com a Comitè de Londres (pel fet d'estar ubicat a la capital britànica), fou una organització creada el 25 de juliol del 1936 a proposta del president de França, Léon Blum, sota pressió britànica, que tingué l'objectiu d'evitar la internacionalització de la Guerra civil espanyola tot seguint el Principi de no-intervenció.
Hi participaren un total de 27 països: Albània, Alemanya, Àustria, Bèlgica, Bulgària, Dinamarca, Estònia, Finlàndia, França, la Gran Bretanya, Grècia, Hongria, Irlanda, Itàlia, Letònia, Lituània, Luxemburg, Noruega, Països Baixos, Polònia, Portugal, Romania, Suècia, Txecoslovàquia, Turquia, l'URSS i Iugoslàvia.
El 9 de setembre el comitè es reuní per primer cop a Londres a la seu del Foreign-Office, amb representació de tots els països, tret de Portugal. Els britànics S S Morrison i Francis Hemming foren escollits respectivament president i secretari del comitè.
Tant Alemanya, Itàlia i Portugal, com la Unió Soviètica, no respectaren el compromís de no intervenir i ajudaren l'exèrcit revoltat de Franco i el del govern legítim de la Segona República Espanyola, respectivament. Les patrulles navals i terrestres creades el febrer del 1937 tampoc no pogueren evitar l'entrada de milers de voluntaris en suport a la República per a lluitar contra el feixisme, però entre l'agost i el setembre del 1938 aconseguí l'evacuació de les Brigades Internacionals i d'una gran part de les tropes alemanyes i italianes.
Realment, aquest comitè fou una farsa en l'acompliment de l'objectiu d'evitar la internacionalització de la guerra. El més clarament perjudicat en fou el govern de la República que només pogué comptar amb l'ajut escàs de Mèxic i més abundant de la Unió Soviètica, mentre que els règims feixistes de Hitler i Mussolini es van abocar en l'ajut dels militars alçats tant en homes com en material.
El 23 de setembre del 1938, els membres de les Brigades Internacionals, iniciaren el seu replegament després d'un discurs de Negrín a la Societat de Nacions el 21 de setembre proposant-ne la retirada.
Fou dissolt el 20 d'abril del 1939.

## Crítiques
Aquest comitè va ser àmpliament criticat per ciutadans anglesos que es van allistar a les Brigades Internacionals per lluitar al bàndol republicà (Front Popular), així com per a intel·lectuals i escriptors britànics: John Langdon-Davies, George Orwell, etc.